# Kanuri (popolo)

Massima estensione dell'impero kanuri nel medio-evo.

I Kanuri sono un popolo dell'Africa occidentale e centrale che vivono in prossimità del lago Ciad: nel nord-est della Nigeria negli stati di Borno e Yobe, nel Niger orientale e nel Camerun settentrionale. In Ciad è presente soprattutto la sub-etnia Kanembu, che sebbene linguisticamente correlata ai Kanuri, è talvolta considerata come un gruppo separato.

## Etnonimia
Secondo le fonti ed i contesti, l'etnia viene denominata in molti modi: Aga, Baribari, Beriberi, Beri Beri, Borno, Bornu, Boro, Dagara, Kanouri, Kanouris, Kanoury, Kanuri, Kanuris.
I Kanuri sono chiamati «Beriberi» dia loro vicini haussa.

## Lingua

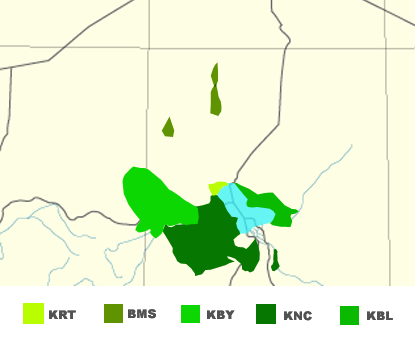
Distribuzione dei principali dialetti kanuri: KRT=tumari kanuri; BMS=kanuri di Bilma; KBY=manga kanuri; KNC=kanuri centrale; KBL=kanembu

La loro lingua è il kanouri della famiglia linguistica nilo-sahariana, parlata anche in Niger, Camerun e Sudan. I principali dialetti della lingua sono
- lingua kanuri centrale, o yerwa kanuri, parlata in Nigeria da circa 8 600 000 persone[1]
- lingua manga kanuri, parlata perlopiù in Niger, da circa 920 000 persone[2]
- lingua tumari kanuri, 100 000 parlanti in Niger[3]
- lingua kanuri di Bilma, 43 000 parlanti intorno all'oasi di Bilma in Niger[4]
- lingua kanembu, 880 000 parlanti in Ciad[5]
- Lingua tarjumo, lingua liturgica usata da alcuni leader musulmani per le cerimonie religiose.[7]

## Storia e cultura

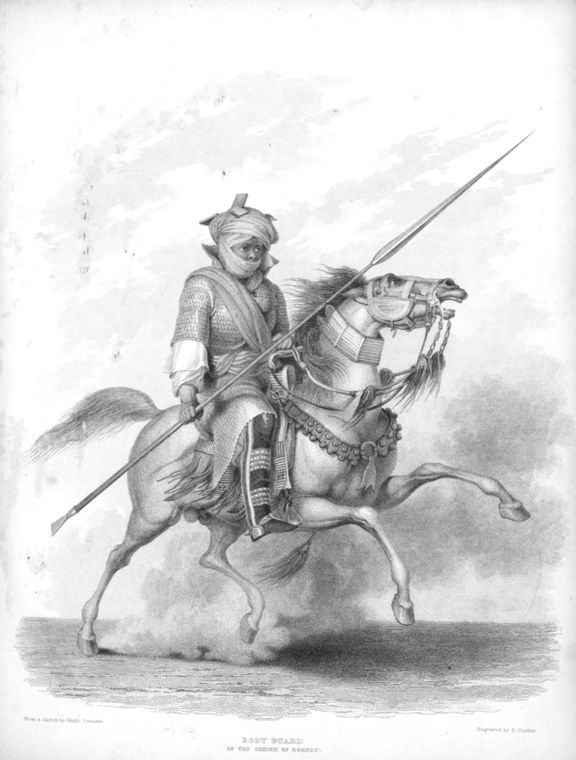
Guardia cerimoniale dello Shehu del Borno, da un disegno di un visitatore inglese (verso il 1820).

I Kanuri praticano un islam (dal XI secolo) mescolato con culti tradizionali. Sono patrilineari e possiedono degli statuti gerarchici. Dal 1380 un grande stato (Impero Bornu guidato da un re chiamato Shehu) era sorto nel nord-ovest della Nigeria, dominando su di una vasta area comprendente territori degli attuali, Niger, Ciad e Camerun. Il suo esercito era formato principalmente da cavalleria leggera ed arcieri. Dopo essere stati sconfitti dall'esercito di Rabat, poco prima dell'arrivo dei coloni europei, i loro cavalieri (considerati i migliori d'Africa) parteciparono massicciamente alle grandi battaglie combattute contro l'avanzata degli europei. Nel XIX secolo, i Kanuri vennero divisi tra i possedimenti di Gran Bretagna, Francia e Germania. Nonostante la perdita dello stato, lo Shehu di Borno ha continuato ad esistere come leader spirituale del popolo Kanuri, con sede a Maiduguri, nello stato di Borno (Nigeria), ma riconosciuto anche dai kanuri che vivono nei paesi confinanti.

La bandiera Kanuri.

Nel 1954, venne fondato il Borno Youth Movement (BYM) che ha svolto un ruolo importante per la fine del colonialismo, ed in seguito, dopo l'indipendenza della Nigeria, come partito politico regionalista.